# Шнайдер-Амман, Йоханн
Йо́ханн Никла́ус Шна́йдер-А́мман (нем. Johann Niklaus Schneider-Ammann; род. 18 февраля 1952 года, Зумисвальд, Берн, Швейцария) — швейцарский бизнесмен и политик. Член Федерального совета Швейцарии, глава Департамента экономики с 1 ноября 2010 по 31 декабря 2012 года, Департамента по экономическим вопросам, образованию и исследованиям Швейцарии с 1 января 2013 года. В конце 2014 года был избран вице-президентом Швейцарии на 2015 год. Через год был избран на президентский срок на 2016 год.

## Биография
Сын ветеринара, Шнайдер-Амман родился в Зумисвальде. Получил диплом инженера-электрика в Швейцарской высшей технической школе Цюриха в 1977 году, затем степень магистра делового администрирования в бизнес-школе INSEAD во Франции в 1983 году.
В 1978 году он стал менеджером проекта Oerlikon-Bührle. С 1981 года работал в инжиниринговой компании, принадлежащей семье его жены Катарины Шнайдер-Амман, сначала генеральным директором, а с 1990 года в качестве президента Группы Амман. В 2003 году он стал председателем правления Mikron Technology Group, где до этого был членом правления. С 1998 года был также членом правления Swatch Group.
22 сентября 2010 года Шнайдер-Амман был избран в Федеральный совет Швейцарии вместо Ханса-Рудольфа Мерца. Он возглавил Федеральный департамент экономики с 1 ноября 2010 года. Ранее он объявил о своем намерении покинуть свои посты в корпорациях в случае своего избрания.
1 января 2015 года Шнайдер-Амман вступил в должность вице-президента Швейцарии. Через год занял пост президента страны.
31 декабря 2018 года оставил пост в Федеральном совете Швейцарии и ушёл в отставку.